# Dimitri from Paris
Dimitri from Paris, właśc. Dimitrios Yerasimos (ur. 27 października 1963 w Stambule) – francuski producent, DJ i prezenter radiowy greckiego pochodzenia.

## Życiorys
W 1986 rozpoczął pracę jako prezenter radiowy, najpierw w stacji Radio 7, potem w Skyrock, aż wreszcie w radiu NRJ. Jako jeden z pierwszych we Francji zaczął w swoich programach emitować muzykę house i różne jej odmiany. Rozpoczął również współpracę z domami mody, takimi jak: Chanel, Jean-Paul Gaultier czy Yves Saint-Laurent, tworząc muzyczne tło dla pokazów mody.
W 1996 wydany został jego debiutancki album Sacrebleu, z którego pochodzi m.in. utwór „Une Very Stylish Fille”. Na tym albumie zawarta jest elektroniczna mieszanka stylów, od jazzu przez sambę, chill out po house. Płyta odniosła spory sukces, sprzedało się około 300 tysięcy egzemplarzy, została albumem roku brytyjskiego pisma "Mixmag". Później artysta wydał jeszcze kilkanaście płyt. Ponadto jest autorem setek remiksów utworów innych artystów.

## Dyskografia
- 1996: Sacrebleu
- 2000: A Night at the Playboy Mansion
- 2000: Disco Forever
- 2001: My Salsoul
- 2002: After the Playboy Mansion
- 2003: Cruising Attitude
- 2004: In the House
- 2006: In the House of Love
- 2006: Super Disco Friends